# 쁘떼뜨
"쁘떼뜨"(독일어: Traumfabrik)는 2019년 개봉한 독일의 로맨틱 코미디 드라마 영화이다. 데니스 모옌, 에밀리아 슐레 등이 출연한다.

## 출연진
- 데니스 모옌 - 에밀 헬베르크 역
  - 미하엘 그비스데크 - 할아버지 에밀 역
- 에밀리아 슐레 - 밀루 역
- 켄 듀켄 - 알렉스 헬베르크 역
- 하이너 라우터바흐 - 베크 역
- 니콜라이 킨스키 - 오마르 역
- 엘레니에 살보 곤잘레스 - 베아트리체 모레 역
- 아나톨레 타우브만 - 그레고르 그로테 역
- 빌프리드 호흐홀딩거 - 프라가르 역
- 일로나 슐츠 - 크리스타 역
- 만프레드 뫼크 - 헬무트 역
- 렌 쿠드랴비츠키 - 유르지 역
- 예브게니 시토크힌 - 레브 역
- 릴리안 마즈보흐 - 로즈마리 역
- 레아 파스벤더 - 카린 역